# Ortostatická hypotenze
Ortostatická hypotenze, také posturální hypotenze, je stav, při kterém dochází k poklesu krevního tlaku při přechodu z polohy vleže nebo vsedě do stoje, protože tělo není schopné dostatečně rychle upravit krevní tlak a distribuci krve a přizpůsobit se změně polohy. Krevní tlak se obvykle po několika minutách vrátí k normálu. Mírná příležitostná ortostatická hypotenze je běžná a může se krátkodobě vyskytnout ve všech věkových skupinách. Častější je u starších jedinců a u hubených osob a může se také projevovat jako příznak jiné nemoci.
Závažný pokles krevního tlaku může vést k mdlobám s možností úrazu. Mírný pokles může způsobit zmatenost, delirium a epizody ataxie. Chronická ortostatická hypotenze je spojena se sníženým prokrvením mozku a může přispívat ke vzniku demence. Souvisí také se zvýšeným rizikem kardiovaskulárního onemocnění a pádů a až 50% zvýšením relativního rizika úmrtí ze všech příčin.
Mezi příčiny ortostatické hypotenze patří neurologická onemocnění, snížený objem krve, kardiovaskulární nebo endokrinní choroby a některé léky. Kromě řešení základní příčiny lze ortostatickou hypotenzi léčit doporučením zvýšit příjem soli a vody (ke zvýšení objemu krve), nošením kompresních punčoch a někdy i léky. Solná zátěž (zvýšení příjmu soli) musí být pod dohledem lékaře, protože při příliš agresivním postupu může způsobit závažné neurologické problémy.

## Popis a definice
Ortostatická hypotenze je definována jako pokles systolického krevního tlaku nejméně o 20 mmHg nebo diastolického krevního tlaku nejméně o 10 mmHg během tříminutového stání nebo při zvednutí těla nejméně o 60 stupňů během testování na sklopném stole v porovnání s hodnotami krevního tlaku naměřenými vsedě nebo vleže. Může se projevovat jako akutní nebo chronický stav, může být symptomatická i asymptomatická. Na základě etiologie a reakce srdeční frekvence se klasifikuje jako neurogenní nebo non-neurogenní. Vyskytuje se častěji u hubených osob a ve vyšším věku, až u 20 % jedinců starších 65 let a u 5 % dospělých středního věku. Rizikové faktory, jako je diabetes mellitus, zvyšují prevalenci ortostatické hypotenze ve všech věkových skupinách.
Ortostatická hypotenze je spojena s významnou morbiditou a mortalitou, zejména u osob s dalšími onemocněními. Několik rozsáhlých metaanalýz uvádí, že ortostatická hypotenze je spojena až s 50% zvýšením relativního rizika úmrtí ze všech příčin.
Ortostatická hypotenze je také spojena se zvýšeným výskytem ischemické choroby srdeční, infarktu myokardu, srdečního selhání, cévní mozkové příhody a pádů. Zejména starší lidé jsou ohroženi infarktem myokardu a opakovanými pády. U pacientů s cukrovkou je vyšší pravděpodobnost vzniku ortostatické hypotenze a zvýšené riziko úmrtí, mikrovaskulárních a makrovaskulárních komplikací a kardiovaskulárních příhod.

## Patofyziologie
Ortostatická hypotenze je výsledkem neadekvátní fyziologické odpovědi krevního tlaku na posturální změny (vstávání ze sedu nebo z lehu), při které dochází k opožděnému stažení cév dolní části těla, které je za normálních okolností nutné k udržení přiměřeného krevního tlaku při změně polohy do stoje. V důsledku toho se krev delší dobu hromadí v cévách dolních končetin a méně se jí vrací do srdce, což vede ke sníženému srdečnímu výdeji a nedostatečnému průtoku krve mozkem.
Primární ortostatická hypotenze se často označuje také jako neurogenní ortostatická hypotenze. Pokles krevního tlaku může být náhlý (vazovagální ortostatická hypotenze), dochází k němu během 3 minut (klasická ortostatická hypotenze) nebo postupný (opožděná ortostatická hypotenze).

## Příčiny
Mezi možné příčiny ortostatické hypotenze patří
- primární: poruchy autonomního nervového systému, například u Parkinsonovy choroby, mnohočetné systémové atrofie nebo čisté autonomní neuropatie
- sekundární: diabetická neuropatie, amyloidóza, alkoholová neuropatie, kardiovaskulární a endokrinní choroby
- léky, zejména antihypertenziva (např. diuretika, alfa-blokátory, nitráty), antidepresiva a antipsychotika, nebo po přerušení užívání vazokonstrikčních látek
- nízký objem krve např. v důsledku dehydratace, krvácení nebo nedostatečného příjmu tekutin
- vyšší věk, u starších osob je častější kvůli snížené citlivosti baroreceptorů a častějšímu užívání léků
- dlouhodobý klid na lůžku (imobilizace) může vést ke snížené reaktivitě cévního systému
- výrazný úbytek hmotnosti nebo nedávná bariatrická operace

## Příznaky
Příznaky se charakteristicky objevují po rychlém vstávání z lehu nebo sedu. Mezi časté příznaky patří závratě, pocit na omdlení, nevolnost, palpitace, neostré vidění, slabost, únava a bolesti hlavy. Méně často dochází k pocitům dušnosti, bolesti na hrudi, bolesti v oblasti krku nebo mezi rameny a k synkopě. Někdy dochází ke skutečným mdlobám s rizikem pádu a úrazu.

## Diagnostika
Diagnóza je založena na měření krevního tlaku a pulsu ve třech polohách: vleže, vsedě a vestoje. Důležitá je také anamnéza (včetně medikace a příznaků), laboratorní testy k vyloučení anémie nebo metabolických příčin. Někdy se používá specializovaný test na sklopném stole s náklonem 60°.

## Léčba
Cílem léčby ortostatické hypotenze je hlavně zmírnění příznaků a zlepšení kvality života spíš než normalizace krevního tlaku. Léčba začíná identifikací příčiny. Měla by být zhodnocena pacientova současná medikace a upraveny možné příčiny.
Nefarmakologická léčba spočívá v nácviku postojů a cviků bránící nahromadění krve v dolních končetinách. U osob s těžším průběhem se používají kompresivní oděvy, které stlačují zvenčí dolní končetiny, hýždě a břicho. Doporučuje se také spánek se zvýšenou horní částí lůžka o 15–23 cm. Důležitá je dostatečná hydratace a zmnožení objemu extracelulární tekutiny pomocí zvýšeného příjmu soli nebo farmakologickou léčbou (fludrokortizon, midodrin a jiné).